# Hævnet
Hævnet è un cortometraggio muto del 1907 interpretato e diretto da Viggo Larsen.

## Produzione
Il film fu prodotto dalla Nordisk Film Kompagni.

## Distribuzione
In Danimarca, il film fu proiettato in prima il 1º gennaio 1907 al Biograf-Theatret di Copenaghen.